# Plagiothecium chrismarii
Plagiothecium chrismarii là một loài Rêu trong họ Plagiotheciaceae. Loài này được (Müll. Hal.) Besch. miêu tả khoa học đầu tiên năm 1872.